# منتخب الصين لكرة الماء للسيدات
منتخب الصين لكرة الماء للسيدات هو منتخب يمثل الصين في رياضة كرة الماء للسيدات ويعتبر واحد من أقوى منتخبات قارة آسيا، تأهل للأولمبياد 4 مرات وكان أفضل مركز حققه المركز الخامس في أولمبياد 2008.